# Beardmore W.B.IV
Pour les articles homonymes, voir Beardmore.
Le Beardmore W.B.IV est un avion monoplace de chasse britannique de la Première Guerre mondiale. C'est le premier avion original entièrement conçu chez William Beardmore & Co, Ltd. 
Dessiné par George Tilghman Richards pour répondre au programme N.1A de l’Amirauté britannique, qui souhaitait un chasseur pouvant servir sur les bases à terre comme depuis ses porte-aéronefs, cet appareil biplan comportait un certain nombre d’innovations originales : Pour améliorer le champ de vision du pilote, le moteur 8 cylindres Hispano-Suiza était installé derrière le pilote. L’hélice était donc entraînée par un arbre passant sous les jambes du pilote, lequel était installé dans un compartiment étanche. En cas d’amérissage forcé des flotteurs en bout d’aile stabilisaient l’appareil sur l’eau. Le train d’atterrissage était bien entendu largable, comme sur le W.B.III, et la base du fuselage était traitée comme une coque. Les plans étaient d’égale envergure mais le plan inférieur affichait une corde inférieure de 20 %, seul le plan supérieur étant équipé d’ailerons. Cette voilure était bien entendu repliable pour faciliter le logement de l’avion sur un navire. L’armement devait comprendre une mitrailleuse Vickers synchronisée ainsi qu’une Lewis montée sur une sorte de trépied installé devant le pilote. 
Trois prototypes furent commandés avec les serials N38/N40. Le N38 effectua son premier vol le 12 décembre 1917. Il fut testé à Martlesham Heath du 20 mai 1918 à fin juillet. Ce prototype affichait d’honorables performances, mais nettement inférieures à celles du Sopwith 2F.1 Camel. Ce dernier était à la fois plus petit et plus simple à construire et seul le N38 fut achevé. Il connut une fin peu glorieuse, ayant coulé durant un essai d’amerrissage. 

## Sources
1. 1 2  Green/Swanborough
2. 1 2 3  FK Mason
3. 1 2  JM Bruce
4. 1 2  Bruce Robertson